# Ю-1

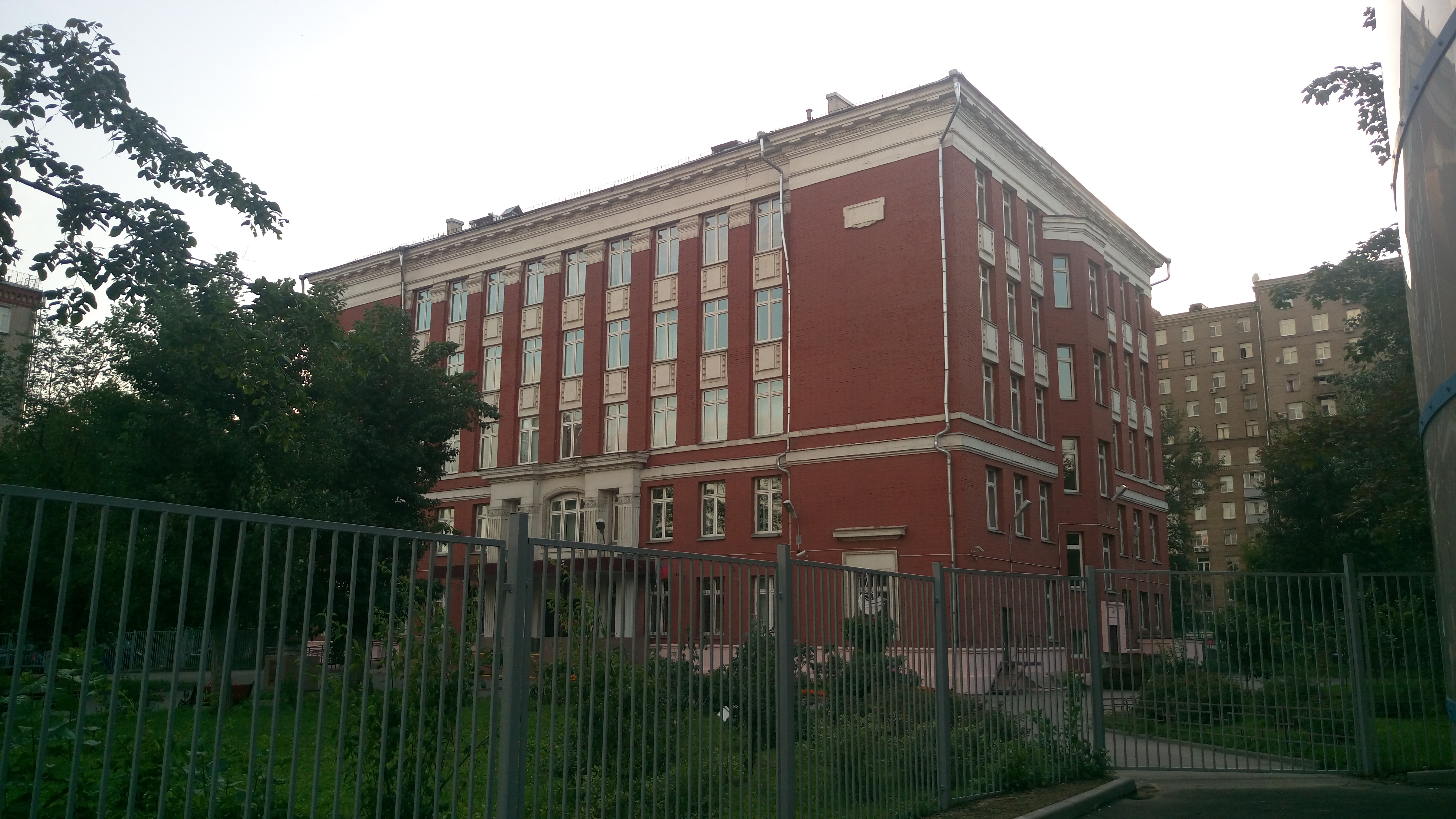
Школа проекта Ю-1. 1-й Кожуховский проезд, д. 15

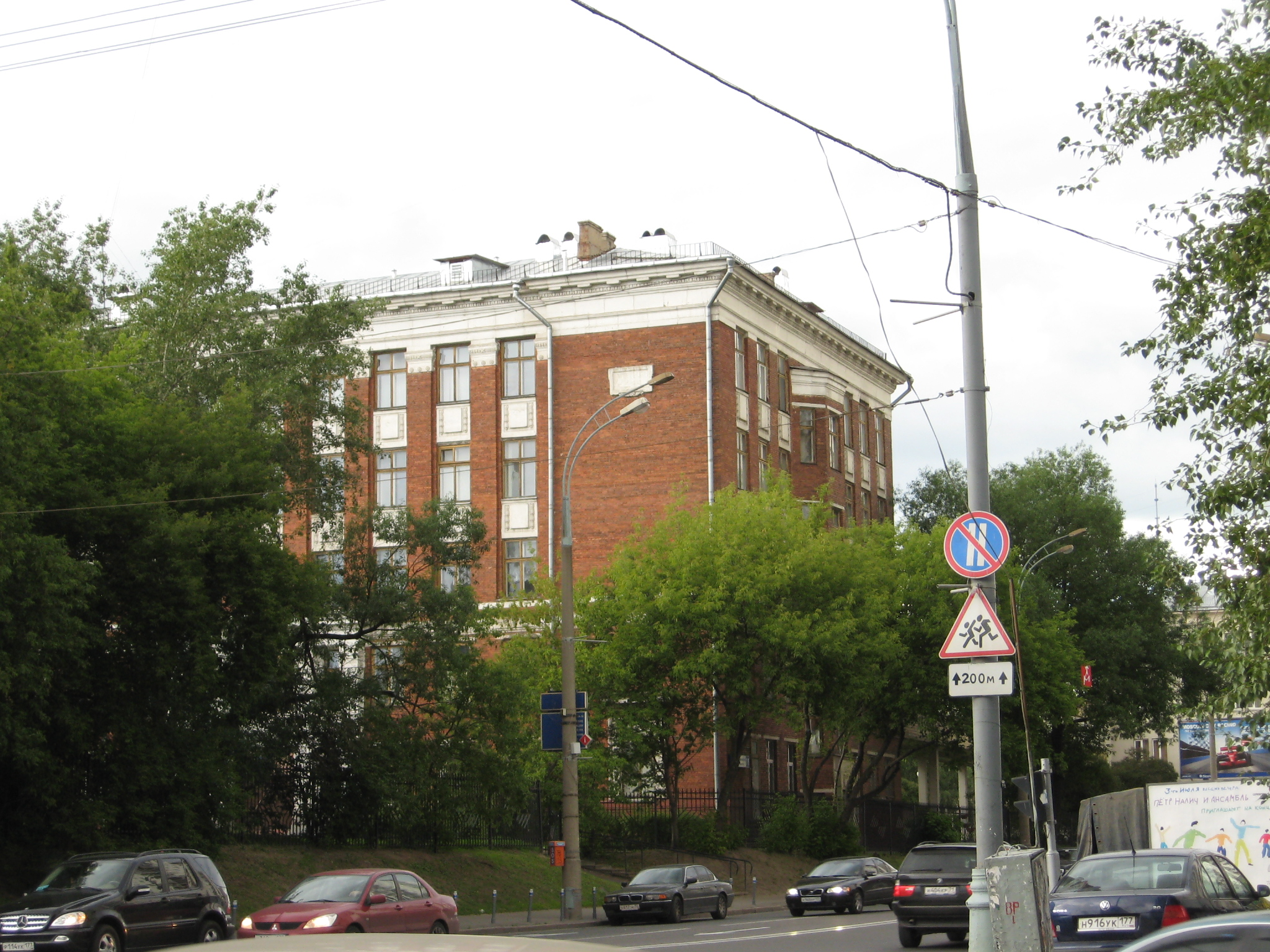
Школа проекта Ю-1. Олимпийский просп., д. 11, стр. 1

Ю-1 — типовой проект школы на 880 учащихся, разработанный в 1952 году архитектором Николаем Михайловичем Вавировским. По этому проекту в середине 1950-х годов был построен ряд школ в Москве. Кодовое название проекта Ю-1 связано с тем, что большая часть классов выходила на главный фасад, который предполагалось ориентировать на юг.

## История
В начале 1950-х годов подавляющее большинство школ в Москве строилось по типовым проектам Л. А. Степановой. В 1952 году сотрудники Института архитектуры общественных и промышленных сооружений Академии архитектуры СССР обобщили опыт послевоенного школьного строительства и подготовили программы и положения на проектирование школ на 880 учащихся. Эти программы были утверждены Государственным комитетом Совета министров СССР по делам строительства, после чего в Специальном архитектурно-конструкторском бюро Архитектурно-планировочного управления Мосгорисполкома началась разработка новых проектов школ для Москвы.
Один из таких проектов разработал архитектор Н. М. Вавировский. Его проект пятиэтажной школы отличался компактностью и хорошо продуманной планировкой помещений. По ряду параметров он превосходил типовой проект Л. А. Степановой. На втором, третьем и четвёртом этажах было по семь помещений для занятий (классов и лабораторий), двери которых выходили в коридор-рекреацию. В торцах коридора размещались лестницы. Первый этаж занимали основные общешкольные помещения (буфет, библиотека, гимнастический зал), а на пятом размещался актовый зал. Лаборантские комнаты при кабинетах химии и физики были увеличены до 25 м². В кабинете биологии, помимо лаборантской комнаты и живого уголка, предусматривалась небольшая теплица. Учительская, кабинет заведующего и комнаты для учебных пособий были связаны между собой и размещены в отдельном крыле. Двусветный актовый зал имел площадь 215 м² и подсобную комнату при нём. Также предусматривались комнаты для пионерской и комсомольской организаций. Просторный вестибюль имел площадь 230 м². В нём предусматривался не один, а два раздельных гардероба — для учащихся младших и старших классов. При этом потоки движения младше- и старшеклассников были изолированы друг от друга. Общая кубатура здания составляла 17 390 м³.
Согласно первоначальному замыслу, фасад школы выполнялся в неоклассическом стиле. В простенках между окнами четвёртого и пятого этажей задумывались пилястры, опирающиеся на «цоколь» из 3-х нижних этажей. Главный вход выделялся четырёхколонным портиком. Позднее архитекторы В. С. Андреев и К. Д. Кислова разработали для школ проекта Ю-1 упрощённый вариант фасада.
Одновременно с проектом Ю-1 был разработан и проект С-1, где главный фасад ориентирован уже на север. Проекты Ю-1 и С-1 были утверждены к строительству в 1954 году, и к 1955 году по ним было построено порядка 20 зданий.